# 黃金女郎
《黃金女郎》（英語：The Golden Girls）是美國1985年由Susan Harris製作的電視影集，全國廣播公司於1985年9月14日至1992年5月9日播映，每集約半小時，共七季全180集。由比特里斯·亞瑟、貝蒂·懷特、露·麥克連納罕及埃絲特爾·格蒂擔當主演。
《黃金女郎》榮獲了許多重要的獎項，包括兩次黃金時段艾美獎（最佳喜劇類影集）及三次金球獎（最佳音樂及喜劇影集），此劇四位女演員均獲得一座艾美獎（艾美獎歷史上僅有三部情境喜劇曾達成此一殊榮）。七季中有六季為最高電視影集收視率前十名。2013年，《電視指南》將《黃金女郎》排名於前六十名最佳影集的第五十六名。2014年，美國編劇工會將《黃金女郎》排進最佳一百零一寫作影集中的第六十九名。
《黃金女郎》在台灣1988年至1992年間由中國電視公司影片組引進，以中文配音方式播出。由於《黃金女郎》在中視首播期間廣受台灣觀眾歡迎，台灣許多電視劇製作人對製作這種題材的戲劇節目也興致高昂；1991年1月4日至1992年1月31日首播的中視周五晚間十點半檔單元劇《黃金新貴族》，靈感即來自《黃金女郎》。

## 背景
《黃金女郎》圍繞在四個年長的單身女性（三個寡婦、一個離婚）共同居住在佛羅里達州邁阿密的一棟房子。此房子的屋主Blanche Devereaux，在首集前一年將屋內的空屋租給Rose Nylund和Dorothy Zbornak。而在首集中，Dorothy Zbornak的母親Sophia Petrillo因為養老院被燒毀，而一同搬進這棟房子。

### 序集
首集中本有一位男同性戀管家Coco（由Charles Levin飾演），但在第二集就取消了這個角色。
編劇發現在許多的劇本提案內，幾位女性主要角色的交談發生在廚房準備餐點及用餐中，因此認定不一致的食物可能會分散她們間的友誼（這可能導致了幾位女性主要角色有共同的最愛食物－起司蛋糕）。此外，Sophia原先僅是客串角色，但在獲得良好的觀眾反饋後，Susan Harris決定將這個角色轉為主要角色。

### 大結局
在連續六季都取得前十名收視率、且第七季取得前三十名收視率的成就後，《黃金女郎》在比特里斯·亞瑟決定離開影集後演出了大結局。在一小時的大結局內（在1992年5月演出），Dorothy遇見Lucas（Blanche的叔叔，由Leslie Nielsen飾演），並與他結婚，然後搬到喬治亞州亞特蘭大。Sophia原本將和Dorothy一同前往，但在大結局最後還是決定與Blanche與Rose一同留在邁阿密，因此衍生出衍生劇《黃金酒店》。本劇大結局觀眾數共計27.2百萬。2016年，《黃金女郎》名列十七部電視大結局之一。

## 影集總覽
| 季數 | 集数 | 集数 | 首播日期      | 首播日期      | 排名 | 收視率 | 平手對象   |
| 季數 | 集数 | 集数 | 首映          | 季终          | 排名 | 收視率 | 平手對象   |
| ---- | ---- | ---- | ------------- | ------------- | ---- | ------ | ---------- |
| 1    | 25   | 25   | 1985年9月14日 | 1986年5月10日 | 7    | 21.8   | 朝代       |
| 2    | 26   | 26   | 1986年9月27日 | 1987年5月16日 | 5    | 24.5   | 不適用     |
| 3    | 25   | 25   | 1987年9月19日 | 1988年5月7日  | 4    | 21.8   | 不適用     |
| 4    | 26   | 26   | 1988年10月8日 | 1989年5月13日 | 6    | 21.4   | 不適用     |
| 5    | 26   | 26   | 1989年9月23日 | 1990年5月5日  | 6    | 20.1   | 不適用     |
| 6    | 26   | 26   | 1990年9月22日 | 1991年5月4日  | 10   | 16.5   | 鑽石女郎   |
| 7    | 26   | 26   | 1991年9月21日 | 1992年5月9日  | 30   | 13.1   | 惡夜追緝令 |

## 人物簡介

### 主要角色
- 比特里斯·亞瑟飾演桃樂絲·茲伯納克（Dorothy Zbornak，本姓Petrillo）：

一個代理教師，生於紐約布魯克林區，父親桑德羅（Salvadore）與母親索菲亞（Sophia）為西西里島來美的移民。桃樂絲在高中的時候懷孕，於是嫁給了史丹利·茲伯納克（赫Herb Edelman飾）以讓孩子有個合法的家庭關係。桃樂絲和史丹利最終搬到邁阿密，其後桃樂絲卻發現，史丹利為了一個年輕的空服員拋棄與她維持38年的婚姻。
桃樂絲和史丹利共有兩個孩子，約20歲的凱特（Kate），以及即將30歲的麥可（Michael）。在第七季（最末季）時，演桃樂絲與布蘭奇的叔叔盧卡斯·霍林斯沃思（Lucas Hollingsworth）結婚，搬到喬治亞州亞特蘭大。比特里斯·亞瑟亦於一幕回憶曾居住布魯克林區的劇情中飾演桃樂絲的祖母，蘇菲亞的母親。
- 貝蒂·懷特飾演蘿絲·尼倫德（Rose Nylund，本姓Lindström）：

一位來自明尼蘇達州一個小農村St. Olaf，具有挪威血統的女子，她通常被描寫的略顯脫線與笨拙，並常提起她在St. Olaf匪夷所思的成長故事。居住於St. Olaf鎮時，蘿絲曾與丈夫查理（Charlie）過著幸福的婚姻生活，並育有五位子女（三位女孩：克絲汀（Kiersten）、布莉姬（Bridgette）和珍妮拉（Gunila）；兩位男孩：亞當（Adam）及查理（Charlie））。
在丈夫過世後，蘿絲搬到邁阿密，並覓得悲痛輔導中心的工作，但這之後更換事業，並前往當地電視台擔任調查報導記者恩里克·馬斯（Enrique Mas）的助理。
在後幾季時，蘿絲與大學教授邁爾斯·韋伯（Miles Webber）成為情侶。第六季時，Miles陷入證人保護計畫，但在第六季季尾時回到邁阿密。蘿絲和邁爾斯的戀情在《黃金女郎》一直持續，一直到衍生劇《黃金酒店》才終止。Rose在《黃金女郎》第一季時為55歲。
- 露·麥克連納罕飾演白蘭琪·德維羅（Blanche Elizabeth Devereaux，本姓Hollingsworth）：

一名風韻猶存的多情婦人，在美術館內工作，她出生於一個美國南方的望族，是父親心愛的掌上明珠。與丈夫喬治（George）結婚後搬至邁阿密，她和George育有六位子女（兩位女孩：珍妮特（Janet）及麗貝卡（Rebecca）；四位男孩：道格（Doug）、比夫（Biff）、斯基皮（Skippy）及（Matthew））。
白蘭琪在丈夫過世後，仍持續擁有許多風流韻事，在《黃金女郎》中不斷受到眾多男性的追求。
- 埃絲特爾·格蒂飾演索菲亞·佩特里洛（Sophia Petrillo，本姓Grisanti）：

桃樂絲的母親，出生於西西里島，為了逃脫被安排嫁給吉多·斯皮雷利（Guido Spirelli）的婚事，移居至紐約並與薩爾瓦多·“薩爾”·佩特里洛（Salvadore "Sal" Petrillo）結婚。索菲亞和薩爾育有三位子女（桃樂絲、格洛麗亞（Gloria）及菲爾（Phil）），其中菲爾是一位變裝癖者，並在Ebbtide's Revenge此集中死於心臟病發。
《黃金女郎》開始前，索菲亞因為中風而居住在養老院Shady Pines，但因為養老院發生火災，Sophia轉而與桃樂絲、蘿絲及白蘭琪同住。索菲亞曾嫁給馬克斯·溫斯托克（Max Weinstock），但很快便離婚收場，此外偶爾會有兼差工作，大部分與食物有關，包括速食店員工、義大利麵醬汁的企業家及家庭自製三明治。
受人生經歷的影響，索菲亞尖酸辛辣且直率，她在劇中總是妙語如珠地對事物進行一針見血的諷刺。
附帶一提，飾演索菲亞的埃絲特爾·格蒂其實比片中的女兒比特里斯·亞瑟還小一歲，她在片中藉由化老妝來詮釋其母親的角色。

### 常駐及客串角色
- 赫布·艾德爾曼（英语：Herb Edelman）飾演史丹利·茲伯納克（Stanley Zbornak）（共26集）

桃樂絲的前任丈夫，總是有許多不切實際的新點子，為了一個年輕的空服員拋棄與桃樂絲38年的婚姻。儘管桃樂絲對他極其不滿，但史丹利在劇中仍保持與桃樂絲持續連繫的關係。在《黃金酒店》中，以詐死的方式逃往國外躲避財產糾紛。
- 哈羅德·古爾德（英语：Harold Gould）飾演邁爾斯·韋伯（Miles Webber）（共14集）

一位大學教授，從第五季開始，成為蘿絲的男朋友。第六季時，邁爾斯陷入證人保護計畫，但在第六季季尾時回到邁阿密。演員本身在第一季「Arnie Peterson」有客串演出，同時邁爾斯為羅絲在丈夫過世後，第一位認真交往的對象。
- 喜德·梅爾顿（英语：Sid Melton）飾演薩爾瓦多·「薩爾」·佩特里洛（Salvadore "Sal" Petrillo）（共8集）

索菲亞過世的丈夫，桃樂絲的父親，偶爾會在回憶片段中出現。
- 肖恩·謝福德（Shawn Schepps）及黛博拉·恩爾（Debra Engle）飾演麗貝卡·德弗羅（Rebecca Devereaux）（前者演出1集，後者演出3集）

白蘭琪的女兒，首次出現為一個因為情緒暴力關係而過重的前模特兒，後來減重成功後，以人工受孕的方式生下女兒Aurora。
- 蒙特·馬卡姆（英语：Monte Markham）及謝瑞·諾絲（英语：Sheree North）分別飾演克萊頓（Clayton）（共2集）及弗吉尼亞（Virginia）（共2集）

白蘭琪的兄弟姊妹。
- 比爾·達納（英语：Bill Dana）及南希·沃克（英语：Nancy Walker）分別飾演安傑羅（Angelo）及安吉拉（Angela）

索菲亞的兄弟姊妹。比爾·達納在第3季到第7季間共演出7集，但他亦於第四季飾演索菲亞的父親。南希·沃克在第2季演出2集。
- 桃樂絲·貝萊克（英语：Doris Belack）及迪納·迪特里奇（英语：Dena Dietrich）飾演格洛麗亞（Gloria）（前者演出1集，後者演出2集）

桃樂絲的妹妹，嫁給一位有錢的先生，現居住在加利福尼亞州。
格洛麗亞在後幾季中失去了她的財富，並愛上Dorothy的前夫Stan。
- 萊斯里·尼爾森飾演盧卡斯·霍林斯沃思（Lucas Hollingsworth）：（大結局）

桃樂絲的新丈夫。
- 斯科特·雅各比（英语：Scott Jacoby）飾演麥可（Michael）：（共3集）

桃樂絲的兒子，夢想成為音樂家。
- 麗莎·珍·波斯基（英语：Lisa Jane Persky）及迪納·弗里曼（英语：Deena Freeman）飾演凱特（Kate）：（共3集）

桃樂絲的女兒。
- 琳妮·格林（英语：Lynnie Greene）飾演年輕的桃樂絲·茲伯納克（共4集）。

## 外部連結
- 互联网电影数据库（IMDb）上《黃金女郎》的资料（英文）
- 黃金女郎的Instagram帳戶
- Encyclopedia of Television （页面存档备份，存于）
- epguides.com上《黃金女郎》的資料
- @ccess The Golden Girls Wiki
- Template:EmmyTVLegends title